# オウゴンミツスイ
オウゴンミツスイ （黄金蜜吸、学名：Cleptornis marchei）は、スズメ目メジロ科に分類される鳥類の一種である。Cleptornis属では唯一の種である。かつてはミツスイ科のミツスイであると考えられていたが、現在ではメジロ科であることが判明している。なお、科内での位置づけは依然として不確定である。本種の生息域はマリアナ諸島のサイパン島とアギガン島に限定されており、近縁種であるメジロ（bridled white-eye）とその生息域を共有している。金色の羽と淡い眼輪を持つ。昆虫、果実、花蜜を食べ、2匹のペアまたは小家族で採餌する。一夫一婦制で、小さなカップ状の巣に1-3個の卵を産む。
かつてはテアニン島及びロタ島にも生息していたが、人間活動により絶滅したことが化石から明らかになっている。現在サイパン島及びアギガン島に多く生息し、記録されている鳥類の中で最も生息密度が高いにもかかわらず、絶滅危惧種に指定されている。グアム近海に定着した外来種のミナミオオガシラによってその生態が脅かされており、ミナミオオガシラがサイパン島に到達した場合、個体数の急激な減少が予想される。現在、このヘビを駆除し、動物園でオウゴンミツスイを繁殖させる取り組みが進められている。

## 分類
現在この鳥がオウゴンミツスイと呼ばれているのは、かつてこの鳥がミツスイ科であると考えられていたためである。1889年にフランスの博物学者エミール・ウスタレがこの種を発見・記載した際、旧ミツスイ属（Ptilotis）に分類されたが、現在この属は使用されていない。
1987年、アメリカの鳥類学者ハロルド・ダグラス・プラット・ジュニアは行動学的・形態学的特徴から、メジロに近縁であると示唆した。その後の研究においても、この種はメジロ属であるという説が支持されている。
学名のCleptornisは、古代ギリシャ語のkleptes（泥棒）とornis（鳥）に由来する。これは、オウゴンミツスイの行動の一面を指しているのではなく、マリアナ諸島の古いフランス語名 les Îles des Voleurs（強盗の島）に由来する。また、marcheiという名はオリジナルの標本を採集した、フランスの探検家で作家のアントワーヌ＝アルフレッド・マルシェに由来する。

## 分布と生息域
オウゴンミツスイは太平洋のマリアナ諸島の固有種であり、現在はサイパン島及びアギガン島に生息している。原生林、特に石灰岩林に多いが、開けた低木林や郊外にも生息する。なお、サイパン島では、ススペ湖周辺の湿地帯と草地のサバンナにのみ生息している。

## 生態
繁殖形態は卵生。巣は吊り巣であり、側面を根や草で編み、繭の糸で葉を巻き付けたものを木の叉の部分に吊るす。一度に1-3個の卵を産む。